# CNC Medios
CNC Medios es un grupo de medios de comunicación de la ciudad de Antofagasta, consistente en tres radioemisoras y dos canales de televisión. Su gerente general es Marcelo Mendizábal Terrazas.

## Medios de comunicación

### Radioemisoras
- Radio Canal 95
  - Antofagasta 88.1 MHz
  - Tocopilla 89.9 MHz
  - Calama 89.1 MHz
  - Mejillones 98.1 MHz
  - Minera Escondida 91.1 MHz
  - Lomas Bayas 102.9 MHz

- FM Plus
  - Antofagasta 106.7 MHz
  - Calama 93.5 MHz
  - Mejillones 95.5 MHz
  - Minera Escondida 99.5 MHz
  - Lomas Bayas 106.5 MHz
  - Copiapó 106.3 MHz
  - La Serena y Coquimbo 104.9 MHz

- FM Quiero
  - Antofagasta 95.1 MHz
  - Minera Escondida 89.3 MHz
  - Lomas Bayas 92.3 MHz
  - Minera Centinela 102.1 MHz

### Televisión
- Antofagasta TV
  - Canal 14.2 TVD (Antofagasta)
  - Canal 30 UHF (Antofagasta)

- Televisión Regional de Chile (TVR)
  - Canal 14.1 TVD (Santiago, Gran Concepción y Temuco)
  - Canal 14.1 TVD (Antofagasta)
  - Canal 22 UHF (Santiago)
  - Canal 27 UHF (Antofagasta)
  - Canal 57 UHF (Gran Valparaíso)
  - Canal 35 UHF (Gran Concepción)
  - Canal 21 UHF (Temuco)

## Aplicación
- ConectaApp